# Выдел
Выдел — хутор в Родионово-Несветайском районе Ростовской области.
Входит в состав Большекрепинского сельского поселения.

## География

### Улицы
| - ул. Береговая, - ул. Ленина, - ул. Мирная, - ул. Молодёжная, - ул. Первомайская, | - ул. Советская, - ул. Степная, - пер. Садовый, - пер. Солнечный. |

## Население
| 2010 |
| ---- |
| 544  |